# Farooqiella kashmiriensis
Farooqiella kashmiriensis är en stekelart som beskrevs av Jamal Ahmad 2005. Farooqiella kashmiriensis ingår i släktet Farooqiella och familjen finglanssteklar. Inga underarter finns listade i Catalogue of Life.